# فيلي غرين
فيلي غرين (بالإنجليزية: Willie Green)‏ هو لاعب كرة قدم أمريكية أمريكي، ولد في 2 أبريل 1966 في أثينا في الولايات المتحدة.

## وصلات خارجية
- فيلي غرين على موقع مرجع كرة القدم المحترفة.كوم (الإنجليزية)
- فيلي غرين على موقع كلية كرة القدم في سبورتس رفرنس.كوم (الإنجليزية)